# 佐藤純
佐藤 純（さとう じゅん、1975年12月9日 - ）は、日本の女性ファッションモデル。埼玉県春日部市出身。イデア所属。

## 略歴
15歳の時に雑誌『Lemon』のモデルとしてキャリアをスタート。その後2001年から2005年まで『with』のモデルとして活動した。
自身の結婚式の二次会に来た『VERY』の編集者から声を掛けられたことをきっかけに、12年にわたって同誌のモデルとして活動。2019年4月号で卒業した。その後は『STORY』のモデルとして活動する。

## 人物
2008年7月19日に第1子男児、2011年2月16日に第2子女児を出産した。

## 出演

### CM
- 日本メナード化粧品 薬用ビューネ（2007年）
- ユニバーサル・スタジオ・ジャパン「世界イチの親子になろう編」（2014年）

### スチル
- TOSHIBA
- SUZUKI
- WA&CO
- ジョイフル恵利
- 千趣会
- 丸井
- イマージュ
- ニッセン

### イベント
- サマンサタバサ×全日空バック&ジュエリーデザインコラボレーション

### 雑誌
- with
- VERY
- STORY